# Astylosternus rheophilus
Astylosternus rheophilus es una especie de anfibios de la familia Arthroleptidae. Habita en Camerún y posiblemente Nigeria. Su hábitat natural incluye montanos tropicales o subtropicales secos, zonas de arbustos de clima mediterráneo, praderas a gran altitud, ríos y zonas previamente boscosas muy degradadas. Está amenazada de extinción por la pérdida de su hábitat natural.